# Георг Бьом
Георг Бьом (на немски: Georg Böhm) (2 септември 1661 – 18 май 1733 г.) е германски композитор и органист. Известен е с приноса си в развитието на формите на хорала и влиянието си върху творчеството на младия Йохан Себастиан Бах.

## Биография
Георг Бьом е роден през 1661 г. в Хоенкирхен, Тюрингия, Германия. Баща му, местен органист, е първият му учител по музика. Бьом учи в Йенския университет.
През 1693 г. се заселва в Хамбург, който по това време е важен културен център и там ясно се усеща влиянието на италианската музика (заради Хамбургската опера). Няколко години Бьом работи в Хамбург, съвместно с известния органист Йохан Райнкен.
По-късно Бьом заминава за Люнебург, където най-голямо влияние има френската музика. През 1698 г. Бьом става органист в църквата „Св. Йоана“, където работи до смъртта си през 1733 г.